# Dallia admirabilis
Dallia admirabilis (z ros. dalia amguemska, dalia przedziwna, dalia mniejsza) – gatunek endemicznej słodkowodnej ryby szczupakokształtnej z rodziny muławkowatych  (Umbridae), jeden z trzech przedstawicieli rodzaju Dallia występujący na Półwyspie Czukockim (Rosja). Jest dowodem przejściowego gatunku między dalią i muławką.  Potwierdza połączenie dawniej dwóch oddzielnych rodzin, daliowatych i muławkowatych w jedną wspólną rodzinę muławkowatych.

## Występowanie
Występuje na wąskim obszarze, w niektórych jeziorach systemu wodnego rzeki Amguema (dolny i środkowy bieg) płynącej pomiędzy przylądkami Schmidta i Wankarem na Półwyspie Czukockim.  Areał występowania tego gatunku jest znacznie oddalony na zachód od  areału dalii (Dallia pectoralis)    występującej  na pobrzeżu  Czukotki i Alaski.

## Opis morfologiczny
Wierzchni skraj oczodołu nie wystaje poza wierzchni profil głowy. Oczy małe. Podłużna średnica oka mieści się 2,0-2,5 raza w międzyoczodołowym odstępie. Pysk krótki, okrągły. Otwór gębowy duży.   Dolna szczęka u samic i niedużych samców nie wystaje do przodu i nie ma symfizalnego guzka (symfiza – miejsce spojenia gałęzi żuchwy); u większych samców nieznacznie wystaje i także pozbawiona jest symfizalnego guzka. Zęby na szczękach drobne, przy symfizie nie więcej niż 2 rzędy, częściej 1. Między zębami na kościach podniebiennych i lemieszu widoczny odstęp. Łuski małe, cykloidalne. Ułuszczenie głowy słabe, pokrywa łuskowa kończy się przed linią tylnych nozdrzy; nie występuje wzdłuż nadoczodołowego i skroniowego systemu kanałów sejsmo-sensorowych, na brzegu oczodołu, na dolnej szczęce,  promieniach  skrzelowych i łopatkach płetw piersiowych. Ciało niskie,  wydłużone  w  przedniej części okrągłe z tyłu mocno ściśnięte po bokach i równomiernie zwężające  się do ogona. Płetwy piersiowe i ogonowa szerokie, wachlarzowate, okrągłe. Płetwa grzbietowa i odbytowa przesunięte daleko do tyłu, okrągłe. Brzuszne bardzo małe, usytuowane dokładnie przed odbytem. Linia boczna słabo wykształcona (zaczątkowa). System sejsmo-sensorowych kanałów na głowie mocno zredukowany (do końca braku oddzielnych segmentów), kanałowe otworki (pory), drobne, szparkopodobne. Głowa z wierzchu i grzbiet ciemnobrązowe; policzki i głowa z dołu jaśniejsze z niedużymi, ciemnymi plamami, dolna szczęka, łuki skrzelowe, gardło jasnobrązowe bez plam. Boki ciała ciemne z licznymi ciemnymi plamami nieregularnego kształtu, brzuch jasnobrązowy pokryty drobnymi ciemnymi plamkami. Promienie płetw prawie czarne, odstępy między nimi bardziej jasne. Na piersiowych i nieparzystych  płetwach rzędy ciemnych plam nieregularnej formy, na brzusznych kilka ciemnych plam (banerów).
Cechy biometryczne: D 10-15, A 12-16, P 20-31(27,0) z lewej 23-31(28,0) z prawej strony, V 3(2);  wyrostków filtracyjnych 9-15(12,0);  promieni skrzelowych (7)8; poprzecznych rzędów łusek tułowiowych 75-101(85,0); kręgów 40-42 w tym liczba tułowiowych 19-21, ogonowych 20-21.

## Środowisko i biologia
Biologia poznana bardzo słabo. Typowa  słodkowodna, przydenna ryba stale żyjąca w  rozlewiskowych jeziorach termokrasowych i morenowych (pomorenowych). Typowe środowisko i miejsce występowania  według pierwszego opisu to małe jezioro termokrasowe w środkowym dorzeczu Amguemy przy jej prawym brzegu  ok. 500 m na wschód od 105 kilometra trasy samochodowej Egwekinot-Iultin.  W okresie rozmnażania   może się przemieszczać z jednego jeziora do drugiego poprzez głębsze dopływy i strumienie z powolnym  prądem. W jeziorach przebywa w ukryciu chowając się pod dużymi kamieniami, kawałkami torfu i wśród wodnej roślinności. Płytkie jeziora poniżej 3 m głębokości zasiedla głównie z  licznie występującym tam cierniczkiem (Pungitius pungitius). Zjadane są głównie przez drapieżne golce, miętus pospolitya  (Lota lota leptura) i lipienia (Thymallus arcticus pallasi ).
Jest bardzo wytrzymała na niedobór tlenu w wodzie, jej pęcherz pławny jest silnie ukrwiony, co umożliwia oddychanie tlenem atmosferycznym. Można przypuszczać, że zimą tak jak dalia, gdy zbiornik zamarznie aż do dna, żeby przetrwać zakopuje się w mule. Mimo odporności na niską temperaturę zdarza się, że niektóre  osobniki  nie przeżywają bardzo mroźnego i długiego okresu zimowego, który w tym rejonie trwa od października do maja.

## Rozmnażanie
Tarło zaczyna się w czerwcu po całkowitym rozpuszczeniu się pokrywy lodowej, gdy temperatura wody osiągnie 10-15 °C.  Samce osiągają dojrzałość płciową przy długości około 7 cm i masie 3,5 g, samice przy 8 cm i masie 6,0 g. Samców w odłowach było istotnie więcej niż samic. Ikra jest składana partiami  prawdopodobnie przy dnie na podwodnej przybrzeżnej roślinności i zatopionych krzewach. Płodność wynosi 162-813 (przeważnie 405) jajeczek, ikra o żółtej barwie  i średnicy 1,5-1,8(1,7) mm. Wyląg przy temperaturze 10 °C około 14 dni. Ikra nie jest chroniona przez rodziców.

## Odżywianie
Niewybredna ryba jedząca  wszelkie dostępne żyjące w tym środowisku organizmy. Głównie larwy komarów, jętek, chruścików i widelnic oraz skrzelonogi, mięczaki, chrząszcze wodne i wylęg ryb. Często przejawia się u nich zwyczaj kanibalizmu, zjadają własną ikrę, larwy ryb, narybek i dojrzałe ryby mniejszych rozmiarów. Rośnie powoli, osiąga długość 16 cm i masę około 50 g.

## Znaczenie gospodarcze
Nie ma znaczenia gospodarczego. Stanowi ciekawy obiekt do obserwacji i badań naukowych dla biogeografii i kriobiologów. Doskonale nadaje się do hodowli w akwarium. Czuje się dobrze w szerokim zakresie temperatur od 5-20 °C (optymalna 5-10 °C), dH do 20°, pH 5,5-8,0. Jest zdolna znieść temperaturę wody ponad 20 °C przy niskim poziomie tlenu.  Woda powinna być jednak napowietrzana, filtrowana i wymieniana, do rozrodu zmiękczona. Pojemność akwarium minimum  50 l. Pokarm żywy jak dla ryb drapieżnych, młode ryby jedzą plankton.  Aby nie wywołać szkód dla rodzimej ichtiofauny, nie powinno się dalii aklimatyzować poza ich zasięg występowania.

## Literatura
ПРЕСНОВОДНЫЕ РЫБЫ ЧУКОТКИ Магадан 2008 И.А.Чершнев с.77-81 (SŁODKOWODNE RYBY CZUKOTKI Magadan 2008
I.A.Cheresznew strona 77-81)